# Byki
Byki [pronunciación en polaco: /ˈbɨkʲi/] es un pueblo en el distrito administrativo de Gmina Biała Rawska, dentro del Distrito de Rawa, Voivodato de Łódź, en el centro de Polonia. Se encuentra aproximadamente 7 kilómetros al noreste de Biała Rawska, 24 kilómetros al este de Rawa Mazowiecka, y 76 kilómetros al este de la capital regional, Łódź.